# Déduction et induction
La déduction et l'induction sont deux méthodes de raisonnement différentes qui établissent un rapport entre les faits et la loi. Applicables à de nombreux champs de la connaissance, ce couple constitue un des dualismes qui structurent l'histoire de la philosophie en Occident.

## Définition

### Définitions
En épistémologie on appelle induction le raisonnement par lequel on passe du particulier à l'universel ou, plus précisément, de la connaissance des faits à celle des lois. La déduction est le raisonnement inverse, par lequel on tire de nouvelles propositions à partir des axiomes et propriétés démontrées. Dans le cas de la méthode hypothético-déductive, la déduction est le moment du raisonnement où à partir d'une proposition que l'on pose comme hypothèse, on déduit les résultats que l'on devrait avoir si l'hypothèse était vraie(ces résultats attendus peuvent maintenant être confrontés aux résultats de l'expérience : tous les résultats qui ne correspondent pas à ceux attendus sont considérés comme non concluants). Le raisonnement par l'absurde est aussi un raisonnement déductif, car, d'une proposition que l'on suppose vraie on en déduit les implications jusqu'à tomber sur une contradiction, or la déduction est fondée sur le principe de non-contradiction, donc la proposition supposée vraie ne peut qu'être fausse.
On voit ainsi que les résultats de la déduction, fondés sur des axiomes ou des définitions, sont tautologiques, c'est-à-dire qu'ils sont déjà inscrits virtuellement dans les prémisses de la loi. La valeur des résultats obtenus par un raisonnement déductif découle de la rigueur avec laquelle on l'a mené et du respect du principe de non-contradiction. La valeur de ceux de l'induction dépend des faits, de leur observation et de leur fréquence mais aussi de celle ou celui qui induit la loi. En ce sens on peut dire que la déduction est  analytique car elle développe les conséquences d'une loi tandis que l'induction peut être dite synthétique en tant qu'elle confronte entre eux plusieurs faits et a créé une connaissance nouvelle à partir de cette confrontation.

### Exemple
Supposons l'énoncé suivant : « si A est vrai, alors B, C et D sont vrais »,
- un exemple de déduction serait « A est vrai, par conséquent, nous pouvons déduire que B, C, et D sont vrais ».
- un exemple d'induction serait « B, C et D sont vrais, par conséquent, A peut être vrai »[4]

### Déduction/Induction & Découverte/Invention
Dans le domaine des techniques, un des dualismes apparentés à ce couple de notions est l'opposition entre la découverte (qui relèverait de l'induction et l'observation) et l'invention (qui relèverait plutôt de la méthode déductive). Il convient néanmoins de faire attention car ce couple découverte/invention ne recouvre pas complètement, dans la langue, le couple induction/déduction. Par exemple, dans le vocabulaire juridique, on dit que l'on invente un trésor ; tandis que dans le langage courant on dit que l'on découvre un vaccin.

## Limites respectives des deux notions

### Limite de l'induction
Contrairement aux arguments déductifs qui sont vrais s'ils ne sont pas contradictoires avec les autres propriétés démontrées à partir des axiomes, le raisonnement inductif permet à la conclusion d'être fausse, même si toutes ses prémisses sont vraies. Plutôt que d'utiliser la notion de validité ou d'invalidité pour parler des arguments inductifs, on dit qu'ils sont soit forts soit faibles. Ils sont alors décrits par la probabilité, plus ou moins élevée, de validité de la conclusion.
L'induction peut amener par une généralisation abusive au sophisme. Par exemple si l'on voit lors d'une promenade de nombreux cygnes blancs on pourrait conclure hâtivement que tous les cygnes sont blancs, mais cette loi est fausse car il existe des cygnes noirs (il suffit ainsi d'un contre-exemple pour réfuter une loi induite).

### Limite de la déduction
Dans des systèmes complexes comme ceux étudiés par la physique contemporaine, il est presque impossible de poser des axiomes, dès lors la certitude déductive est elle aussi presque impossible. Le raisonnement inductif est alors considéré comme la principale voie pour connaître ces systèmes.

## Dans la philosophie occidentale

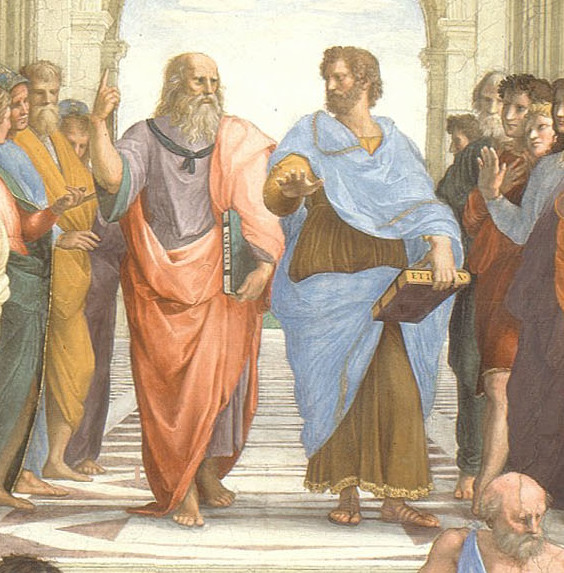
Ce dualisme entre les deux philosophes est illustré dans l'École d'Athènes de Raphaël. Platon, à gauche, lève le doigt vers le ciel ce qui symbolise que la connaissance ne peut être que déduite des Idées se trouvant dans le ciel des Idées. Aristote, à droite, montre le sol avec sa main, ce qui symbolise l'attachement d'Aristote à l'observation des faits desquels on peut induire des lois.

### Philosophie antique
La tradition philosophique a souvent aimé opposer la philosophie de la connaissance de Platon (qui se fonderait sur la déduction) et celle d'Aristote (qui se fonderait sur l'induction). Les philosophies de la connaissance de ces derniers font intervenir beaucoup de raisonnements différents (comme le passage par le mythe et la comparaison chez Platon) et ils ne semblent pas pouvoir se réduire à une approche strictement déductive ou strictement inductive. On peut cependant identifier une utilisation fréquente du raisonnement analytique par Socrate, que ce soit dans les nombreux raisonnements par l'absurde ou encore dans sa théorie de la maïeutique dans laquelle le philosophe doit extraire des hommes les idées qui sont déjà contenues en eux. Aristote développe lui une théorie de la connaissance faisant intervenir une observation du réel à partir de laquelle on peut tirer des lois abstraites et l'on pourrait considérer cette théorie comme inductive.
La connaissance exige un contact entre deux termes, un sujet connaissant et un objet extérieur connu, que ce contact se réalise grâce aux divers sens externes.
Parmi les différentes écoles de la philosophie antique, il est en réalité difficile de partitionner les théories de la connaissance entre celles qui sont déductives et celles qui sont inductives à cause de leur caractère mystique (avec des mystères comme chez les Pythagoriciens) et sectaire (qui forment une communauté qui s'assemble autour d'un maître). Paul Veyne rappelle ainsi que :
Une secte n'était pas une école où l'on venait apprendre des idées générales : on y adhérait parce que l'on cherchait une méthode raisonnée de tranquillisation.
La tradition scolaire de l'enseignement de la philosophie pose par exemple souvent que l'épicurisme est une philosophie qui fonde ses raisonnements sur l'induction. Si Lucrèce ou Épicure s'attachent dans leurs écrits à développer une physique qui se fonde en partie sur l'observation de la nature, on retrouve dans les textes qui nous restent d'eux des motifs de la révélation d'une vérité par un maître, c'est-à-dire des connaissances qui ne seraient ni issues d'un raisonnement déductif, ni d'un raisonnement inductif.

### Dans la philosophie moderne

#### Avant Kant
Dans l'histoire de la philosophie avant Kant et la Critique de la raison pure, on peut distinguer, grâce à l'opposition entre déduction et induction, des philosophies où la connaissance s'induit à partir de l'observation du réel (comme Bacon, Hobbes ou Locke) et d'autres où la connaissance se déduit analytiquement (comme Descartes, Spinoza ou Leibniz).

#### La révolution kantienne
Kant a cherché dans la première critique à examiner les limites de chacune des parties de la raison dans la production d'une connaissance.